# Chatbot
Chatbot je računalni program (bot) koji automatizira određene zadatke, obično razgovorom s korisnikom putem konverzacijskog sučelja.
Sasvim pojednostavljeno rečeno, botovi su svojevrsne mini-aplikacije koje mogu obavljati automatizirane zadatke, kao što su namještanje alarma, davanje sportskih rezultata i slično. Recimo, Siri i Cortana su botovi.